# Súng máy hạng nhẹ Type 11
Shiki 11 (十一年式軽機関銃, Jyūichinen-shiki Kei-kikanjū) là súng máy hạng nhẹ được quân đội Hoàng gia Nhật Bản sử dụng trong các cuộc chiến trong thời kỳ giữa hai cuộc chiến lớn và suốt chiến tranh thế giới thứ hai.

## Lịch sử
Kinh nghiệm sau cuộc chiến tranh Nga-Nhật năm 1904-1905 cho thấy rằng Nhật Bản cần phát triển một loại súng máy có thể bắn hỗ trợ cho bộ binh. Ý tưởng này càng được gia cố khi Nhật Bản được cung cấp các chiến thuật của các nước châu Âu thông qua các cố vấn quân sự cấp cao của mình được gửi đi thị sát ở các nước Tây Âu trong chiến tranh thế giới thứ nhất, và Cục kỹ thuật quân đội được giao nhiệm vụ nghiên cứu một loại súng máy có trọng lượng nhẹ, dễ dàng được mang đi bởi các nhóm bộ binh. Kết quả là LMG Shiki 11 được chế tạo (nó có tên Shiki 11 là vì năm nó được chế tạo là năm thứ 11 của triều đại thiên hoàng Taishō hay năm 1922 theo lịch quốc tế) đây là loại súng máy hạng nhẹ đầu tiên được sản xuất hàng loạt của Nhật Bản và là loại súng máy cũ nhất được sử dụng trên mặt trận Thái Bình Dương. Nó bị thay thế bởi LMG Shiki 96 năm 1936.

## Chi tiết thiết kế
Shiki 11 được thiết kế bởi nhà thiết kế vũ khí nổi tiếng Nambu Kijiro, nó có cơ sở từ khẩu súng máy Hotchkiss đã được sửa đổi của Pháp. Nó có hệ thống làm mát bằng không khí, thiết kế nạp đạn bằng khí nén và sử dụng loại đạn 6.5x50mm Arisaka của súng trường Shiki 38 mà bộ binh sử dụng.
Điều đáng chú ý ở loại súng này là nó sử dụng băng đạn dạng xấp. Nó có thể nạp đầy lại đạn mà không cần phải tháo ra khỏi súng khi đang hoạt động. Không giống như dây đạn hay hộp đạn của các loại súng khác Shiki 11 có băng đạn xấp gồm 6 ngăn mỗi ngăn chứa 5 viên đạn, băng đạn được gắn phía tay mặt của súng, mỗi khi một ngăn hết đạn nó sẽ tự động được đẩy xuống và ngăn phía trên nếu có đạn sẽ thế chỗ, và trong khi súng đang hoạt động những người sử dụng vẫn có thể nạp đạn vào các ngăn trống mà không cấn lấy ra. Hệ thống này cho phép các binh lính nạp đạn cho súng bất kỳ thời điểm nào, tuy nhiên sau này Nhật Bản đã chế ra một loại đạn ít mạnh hơn vì loại đạn ban đầu gây ra vấn đề cho độ ổn định của súng, việc này làm giảm sự cơ động trong khả năng tương thích với loại đạn mà binh lính thường mang theo (tuy nhiên khi cần thiết vẫn có thể sử dụng loại đạn cũ). Loại đạn mới này có tên 6.5x50mm Arisaka.
Điểm yếu của loại súng này băng đạn mở có thể cho bụi và cát lọt vào gây kẹt đạn, trong môi trường nhiều bùn đất hay nhiều bụi loại súng này gần như không thể sử dụng được, điều này làm nó mất uy tín trong mắt của quân đội Nhật Bản. Một điểm yếu khác là khi băng đạn được nạp đầy trọng lượng của nó làm mất sự cân bằng của súng khiến nó cứ nghiên sang một bên.
Shiki 11 cũng được dùng làm vũ khí phòng không.

## Chiến đấu
Shiki 11 được đưa vào phục vụ từ năm 1922 và khoảng 29.000 khẩu đã được sản xuất từ thời điểm đó cho đến khi việc sản xuất bị ngưng lại năm 1941. Shiki 11 đã từng là loại LMG được quân đội Nhật Bản sử dụng chính trong sự kiện Manchurian và thời kỳ đầu của cuộc chiến tranh Trung-Nhật. Cho dù bị thay thế bởi LMG Shiki 96 trong việc sản xuất nhưng Shiki 11 vẫn được sử dụng trong chiến đấu trên chiến tuyến cho đến kết thúc chiến tranh thế giới thứ hai.

## Các quốc gia sử dụng
- Đế quốc Nhật Bản
- Trung Hoa Dân Quốc (1912–1949): Đã mua một số lượng nhỏ trước khi chiến tranh với Nhật Bản bắt đầu. Còn số khác thì bị Quân đội Trung Hoa Dân Quốc và bao gồm Quốc Dân Đảng tịch thu và sử dụng chống Phát xít Nhật.
- Quân Giải phóng Nhân dân Trung Quốc: Chiến sĩ Đảng Cộng sản Trung Quốc nhiều chi nhánh khác Bát lộ quân và Tân Tứ quân chiến đấu và tịch thu và chiếm giữ cho riêng mình để sử dụng trong kháng chiến chống Phát xít Nhật và chống lại Quân đội Trung Hoa Dân Quốc và Quốc Dân Đảng trong Nội chiến Trung Quốc
- Quốc dân Cách mạng quân
- Đài Loan
- Philippines: Tịch thu và chiếm giữ
- Việt Minh
- Mặt trận Dân tộc Giải phóng Miền Nam Việt Nam